# Glossosphecia
Glossosphecia là một chi bướm đêm thuộc họ Sesiidae.

## Các loài
- Glossosphecia contaminata (Butler, 1878)
- Glossosphecia romanovi (Leech, 1889a)
- Glossosphecia huoshanensis (Xu, 1993)
- Glossosphecia melli (Zukowsky, 1929)
- Glossosphecia sherpa (Bartsch, 2003)